# Вайтеш (Іллінойс)
Вайтеш (англ. Whiteash) — селище (англ. village) в США, в окрузі Вільямсон штату Іллінойс. Населення — 279 осіб (2020).

## Географія
Вайтеш розташований за координатами 37°47′2″ пн. ш. 88°55′51″ зх. д. / 37.78389° пн. ш. 88.93083° зх. д. (37.783843, -88.930823).  За даними Бюро перепису населення США в 2010 році селище мало площу 2,30 км², з яких 2,24 км² — суходіл та 0,06 км² — водойми.

## Демографія
Згідно з переписом 2010 року, у селищі мешкала 241 особа в 102 домогосподарствах у складі 68 родин. Густота населення становила 105 осіб/км².  Було 116 помешкань (50/км²).
Расовий склад населення:
| - 96,3 % — білих - 2,5 % — азіатів |

До двох чи більше рас належало 0,8 %. Частка іспаномовних становила 1,7 % від усіх жителів.
За віковим діапазоном населення розподілялося таким чином: 21,6 % — особи молодші 18 років, 64,7 % — особи у віці 18—64 років, 13,7 % — особи у віці 65 років та старші. Медіана віку мешканця становила 41,4 року. На 100 осіб жіночої статі у селищі припадало 106,0 чоловіків;  на 100 жінок у віці від 18 років та старших — 103,2 чоловіків також старших 18 років.
Середній дохід на одне домашнє господарство  становив 56 632 долари США (медіана — 43 438), а середній дохід на одну сім'ю — 60 930 доларів (медіана — 44 750). За межею бідності перебувало 15,0 % осіб, у тому числі 8,1 % дітей у віці до 18 років та 15,2 % осіб у віці 65 років та старших.
Цивільне працевлаштоване населення становило 152 особи. Основні галузі зайнятості: освіта, охорона здоров'я та соціальна допомога — 17,1 %, роздрібна торгівля — 13,8 %, будівництво — 13,2 %.